# Rada Khieu
Pour les articles homonymes, voir Khieu.
Rada Khieu est un homme politique cambodgien, né à Battambang le 15 avril 1949 et mort le 28 février 2010 à Phnom Penh.
Il est le fils de In Khieu et de Tep Sing.

## Formation
- Baccalauréat C (1969) ;
- MGP (Mathématiques générales physiques - 1970) ;
- SPCN (Sciences, physique, chimie naturelle), Maîtrise ès sciences (1973) ;
- Conservatoire national des arts et métiers (Mathématiques générales - 1982) ;
- AFPA d'Analyse programmation et télétraitement (1982) ;
- Ingénieur Concepteur.

## Politique
- Président de l'UPAKAF (Union des Patriotes du Kampuchéa en France) en 1979
- Membre fondateur de la Cofédération des Khmers Nationalistes en 1979
- Membre fondateur du FUNCINPEC en 1981
- Directeur général de la télévision FUNCINPEC (TV9) en 1992
- Vice-ministre des Relations avec le Parlement du GNP en 1993
- Conseiller du Premier ministre Norodom Ranariddh de 1993 à 1994
- Membre honoraire du Cabinet royal avec rang de ministre depuis le 28 janvier 1994
- Sous-secrétaire d'État du ministère du Commerce du Cambodge de 1994 à 1995
- Chef de délégation du Cambodge à la conférence des Nations unies sur le commerce et le développement
- Secrétaire Général du Khmer Nation Party (KNP, renommé en Sam Rainsy Party) de 1995 à 1997
- Président du Khmer Unity Party (KUP) depuis le 23 novembre 1997
- Décoré « Chevalier de l'Ordre Royal » par le roi Norodom Sihamoni (novembre 2004)